# Подосинник
Подосинник — деревня в Кадуйском районе Вологодской области.
Входит в состав сельского поселения Семизерье (до 2015 года входила в Барановское сельское поселение), с точки зрения административно-территориального деления — в Барановский сельсовет.
Расстояние по автодороге до районного центра Кадуя — 78 км, до центра сельсовета деревни Барановская — 6 км. Ближайшие населённые пункты — Сельцо-Родное, Успенское, Якшинская.
По данным переписи в 2002 году постоянного населения не было.